# Хуан Еварісто
Хуан Еварісто (ісп. Juan Evaristo, 20 червня 1902, Буенос-Айрес — 8 травня 1978, Буенос-Айрес) — аргентинський футболіст, що грав на позиції півзахисника, зокрема, за клуб «Бока Хуніорс», а також національну збірну Аргентини.
У складі збірної — дворазовий чемпіон Південної Америки, а також учасник і фіналіст першого чемпіонату світу 1930 року.
Старший брат Маріо Еварісто, також гравця аргентинської національної збірної.

## Клубна кар'єра
У дорослому футболі дебютував 1921 року виступами за команду клубу «Спортіво Палермо», в якій провів два сезони. 
Згодом з 1923 по 1930 рік грав у складі команд клубів «Спортіво дель Норте», «Уракан» та «Спортіво Палермо».
Своєю грою за останню команду привернув увагу представників тренерського штабу клубу «Бока Хуніорс», до складу якого приєднався 1931 року. Відіграв за команду з Буенос-Айреса наступний два сезони своєї ігрової кар'єри, у першому з яких здобув титул чемпіона Аргентини.
Протягом 1933—1936 років захищав кольори клубів «Індепендьєнте» (Авельянеда) та «Архентінос Хуніорс».
Завершив професійну ігрову кар'єру у клубі «Спортіво Барракас», за команду якого виступав протягом 1937 року.
Помер 8 травня 1978 року на 76-му році життя у Буенос-Айресі.

## Виступи за збірну
1923 року дебютував в офіційних матчах у складі національної збірної Аргентини. Протягом кар'єри у національній команді, яка тривала 8 років, провів у її формі 25 матчів, забивши 1 гол.
У складі збірної брав участь у чемпіонаті Південної Америки 1927 року у Перу, ставши того року чемпіоном континенту, а за два роки, на домашньому чемпіонаті 1929 року був у складі команди, яка успішно захистила чемпіонський титул.
Також був учасником першого чемпіонату світу, що проходив 1930 року в Уругваї, де разом з командою здобув «срібло». На мундіалі взяв участь у чотирьох матчах, включаючи програний господарям турніру фінал.

## Титули і досягнення
- Чемпіон Південної Америки (2):

 Аргентина: 1927, 1929
- Чемпіон Аргентини (1):

«Бока Хуніорс»: 1931
- Срібний олімпійський призер: 1928
- Віце-чемпіон світу: 1930